# Нижнёвский сельсовет (Курганская область)
Нижнёвский сельсове́т — упразднённое муниципальное образование со статусом сельского поселения в составе Куртамышского района Курганской области России. 
Административный центр — село Нижнее.
Законом Курганской области от 12 мая 2021 года № 48 к 24 мая 2021 года упразднён в связи с преобразованием муниципального района в муниципальный округ.

## История
В соответствии с Законом Курганской области от 6 июля 2004 года № 419 сельсовет наделён статусом сельского поселения.

## Население
| 1989  | 2002  | 2010  | 2012  | 2013  | 2014  | 2015  |
| ----- | ----- | ----- | ----- | ----- | ----- | ----- |
| 2509  | ↘2345 | ↘1927 | ↘1897 | ↘1892 | ↘1877 | ↘1842 |
| 2016  | 2017  | 2018  | 2019  | 2020  |       |       |
| ↘1804 | ↘1773 | ↘1746 | ↘1730 | ↗1731 |       |       |

## Состав сельского поселения
| № | Населённый пункт | Тип населённого пункта       | Население |
| - | ---------------- | ---------------------------- | --------- |
| 1 | Губанова         | деревня                      | ↘15       |
| 2 | Коновалова       | деревня                      | ↘356      |
| 3 | Кочарино         | деревня                      | ↘37       |
| 4 | Малетино         | деревня                      | ↘238      |
| 5 | Нижнее           | село, административный центр | ↘1018     |
| 6 | Перевалово       | деревня                      | ↘263      |